# Justin Jefferson
Justin Jefferson (St. Rose, 16 giugno 1999) è un giocatore di football americano statunitense che milita nel ruolo di wide receiver per i Minnesota Vikings della National Football League (NFL).

## Carriera universitaria
Dopo non avere fatto registrare nessuna ricezione nel suo primo anno a LSU nel 2017, Jefferson fu il principale ricevitore della squadra nel 2018 con 54 ricezioni per 875 yard e 6 touchdown.
Nel 2019, Jefferson guidò la nazione con 111 ricezioni. I suoi 18 touchdown furono il secondo risultato della NCAA dietro il compagno Ja'Marr Chase e le sue 1.540 yard ricevute il terzo massimo. Ebbe una prestazione storica nel Peach Bowl 2019, ricevendo 14 passaggi per 227 yard e 4 touchdown, tutti segnati nel primo tempo, un record pareggiato per la gara di un bowl.
A fine anno vinse il campionato nazionale NCAA, scendendo in campo nella vittoria di LSU contro i Clemson Tigers.

## Carriera professionistica

### Minnesota Vikings

#### Stagione 2020
Jefferson fu scelto nel corso del primo giro (22º assoluto) del Draft NFL 2020 dai Minnesota Vikings. Debuttò come professionista nella gara del primo turno contro i Green Bay Packers ricevendo 2 passaggi per 26 yard dal quarterback Kirk Cousins. Nella settimana 3 disputò la prima partita di alto livello con 7 ricezioni per 175 yard e un touchdown nella sconfitta contro i Tennessee Titans. Nel sesto turno fu premiato come rookie della settimana dopo avere ricevuto 166 yard e segnato 2 touchdown contro gli Atlanta Falcons. Nella settimana 15 batté il record di franchigia di Randy Moss per ricezioni da parte di un rookie arrivando a quota 73. Nell'ultimo turno batté il record NFL di yard ricevute da un rookie (appartenente ad Anquan Boldin con 1.377) chiudendo a quota 1.400, quarto risultato della lega. A fine stagione fu convocato per il Pro Bowl (non disputato a causa della pandemia di COVID-19), uno degli unici due rookie selezionati assieme a Chase Young, e inserito nel Second-team All-Pro.

#### Stagione 2021
Nell'11º turno della stagione 2021 Jefferson fu premiato come giocatore offensivo della NFC della settimana dopo avere ricevuto 169 yard e 2 touchdown nella vittoria sui Packers rivali di division. Alla fine di novembre fu premiato come giocatore offensivo del mese della NFC in cui ricevette 116 yard di media a partita e segnò 3 touchdown. A fine stagione fu convocato per il suo secondo Pro Bowl e inserito nel Second-team All-Pro dopo essersi classificato quarto nella NFL con 108 ricezioni e secondo con 1.616 yard ricevute.

#### Stagione 2022
Nella prima partita della stagione 2022, Jefferson ricevette 9 passaggi per 184 yard e 2 touchdown nella vittoria sui Packers rivali di division. Seguirono due prove opache prima di ricevere 147 yard nella vittoria sui New Orleans Saints della settimana 4 nella gara disputata a Londra. Contro i Buffalo Bills nel decimo turno, Jefferson  ricevette 10 passaggi per un nuovo primato personale di 193 yard e un touchdown. Una di quelle ricezioni giunse a due minuti dal termine del quarto periodo su una situazione di quarto down e 18 con una sola mano per un guadagno di 32 yard, strappando il pallone al cornerback Cam Lewis cadendo a terra. Tale ricezione fu considerata una delle migliori di tutti i tempi e i manicotti e i guanti indossati in quella partita furono esposti alla Pro Football Hall of Fame. Qualche mese dopo quell'azione fu premiata come giocata dell'anno agli NFL Honors. I Vikings vinsero per 33–30 ai tempi supplementari. Per questa prestazione fu premiato come giocatore offensivo della NFC della settimana. Nel dodicesimo turno divenne il giocatore con più yard ricevute nelle prime tre stagioni in carriera, con 4.248. Il record precedente era detenuto da Randy Moss con 4.163. Alla fine di novembre fu premiato come giocatore offensivo della NFC del mese in cui fece registrare 29 ricezioni per 480 yard e 3 marcature.
Nel 16º turno Jefferson batté i record di franchigia stagionali di Randy Moss per ricezioni e yard ricevute. Inoltre nella stessa partita superò un altro record assoluto di Moss con la 24ª partita con oltre 100 yard ricevute nelle prime tre stagioni. A fine stagione fu convocato per il suo terzo Pro Bowl, inserito unanimemente nel First-team All-Pro e finì quinto nel premio di MVP della NFL (il primo non quarterback in classifica) dopo avere guidato la lega in ricezioni (128) e yard ricevute (1.809). Il 10 febbraio 2023 fu premiato come giocatore offensivo dell'anno.

#### Stagione 2023
Jefferson aprì la stagione con 150 yard ricevute nella sconfitta a sorpresa contro i Tampa Bay Buccaneers. Ne ricevette almeno 150 anche nelle due gare successive ma i Vikings uscirono sempre sconfitti. La prima vittoria giunse nel quarto turno contro i Carolina Panthers in cui terminò con 85 yard ricevute e 2 touchdown. La settimana successiva fu costretto a lasciare la partita contro i Chiefs per infortunio nel secondo tempo, non facendo più ritorno in campo. Due giorni dopo fu inserito in lista infortunati. Tornò in campo nella settimana 14 ma la sua partita durò poco, venendo costretto a uscire per un infortunio al petto, venendo trasportato all'ospedale locale. Due settimane dopo ricevette 141 yard e 2 touchdown dal quarterback Nick Mullens nella sconfitta con i Lions. Nell'ultimo turno, ancora contro i Lions, ricevette 192 yard e un touchdown ma Minnesota perse la quarta gara consecutiva e rimase fuori dai playoff.

#### Stagione 2024
Il 3 giugno 2024 Jefferson firmò un nuovo contratto quadriennale del valore di 140 milioni di dollari, inclusi 110 milioni garantiti, che lo rese il giocatore non nel ruolo di quarterback più pagato della storia della NFL. Nel secondo turno segnò un touchdown dopo una ricezione da 97 yard, contribuendo alla vittoria sui favoriti San Francisco 49ers. Nella settimana 11, con 81 yard ricevute nella vittoria sui Tennessee Titans superò il record NFL di Torry Holt per yard ricevute nelle prime cinque stagioni in carriera. Nella settimana 14 segnó il suo primo touchdown dopo due mesi nella vittoria contro i Falcons, in cui terminò con 132 yard ricevute e 2 marcature. Due settimane dopo ricevette 144 yard e 2 touchdown nella vittoria esterna sui Seattle Seahawks con i Vikings che raggiunsero la loro 13ª vittoria stagionale, il loro massimo dal 1998. A fine stagione fu convocato per il suo quarto Pro Bowl e inserito nel First-team All-Pro dopo essersi classificato sesto nella NFL in ricezioni (103), secondo in yard ricevute (1.533) e sesto in touchdown su ricezione (10).

## Palmarès
- Giocatore offensivo dell'anno: 1

2022
- Convocazioni al Pro Bowl: 4

2020, 2021, 2022, 2024
- First-team All-Pro: 2

2022, 2024
- Second-team All-Pro: 2

2020, 2021
- Giocatore offensivo della NFC del mese: 2

novembre 2021, novembre 2022
- Giocatore offensivo della NFC della settimana: 2

11ª del 2021, 10ª del 2022
- Rookie della settimana: 1

6ª del 2020
- PFWA All-Rookie Team - 2020
- Leader della NFL in yard ricevute: 1

2022